# Orcières
Orcières ist eine französische Gemeinde im Département Hautes-Alpes in der Region Provence-Alpes-Côte d’Azur. Sie ist der Hauptort des Kantons Saint-Bonnet-en-Champsaur im Arrondissement Gap.

## Geografie
Orcières liegt in den französischen Seealpen, mit Gebietsteilen im Nationalpark Écrins.
Die angrenzenden Gemeinden sind:
- Freissinières im Nordosten,
- Châteauroux-les-Alpes im Südosten,
- Réallon im Süden,
- Ancelle im Südwesten,
- Saint-Jean-Saint-Nicolas im Westen,
- Champoléon im Nordwesten.

Im Gemeindegebiet entspringt der Drac Noir, ein Quellbach des Flusses Drac.
Von 1933 bis 1973 verlief die Route nationale 544 nördlich von Orcières.

## Bevölkerungsentwicklung
| Jahr      | 1962 | 1968 | 1975 | 1982 | 1990 | 1999 | 2008 | 2012 |
| --------- | ---- | ---- | ---- | ---- | ---- | ---- | ---- | ---- |
| Einwohner | 514  | 734  | 855  | 890  | 841  | 810  | 700  | 725  |

## Tour de France
Der Ort Orcières-Merlette war Zielankunft der vierten Etappe über 160,5 Kilometer der Tour de France 2020. Startort der Etappe war Sisteron. In den Jahren 1971, 1972, 1982 und 1989 war hier in diesem Ort die Tour bereits zu Gast.

## Tourismus
Im Nordwesten von Orcières befindet sich das Wintersportgebiet Orcières-Merlette, das für die örtlichen Kombibahnen bekannt ist.

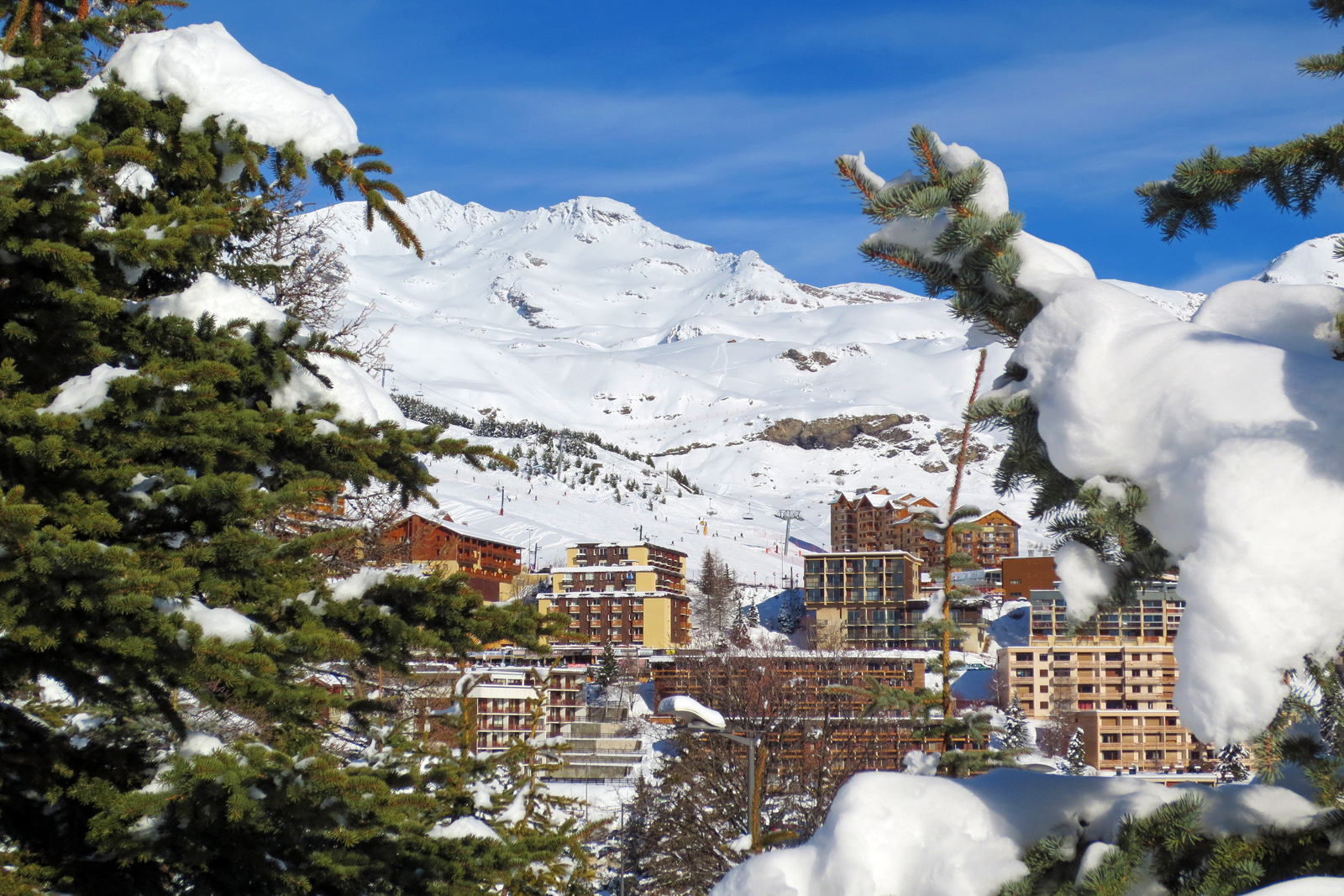
Orcières-Merlette
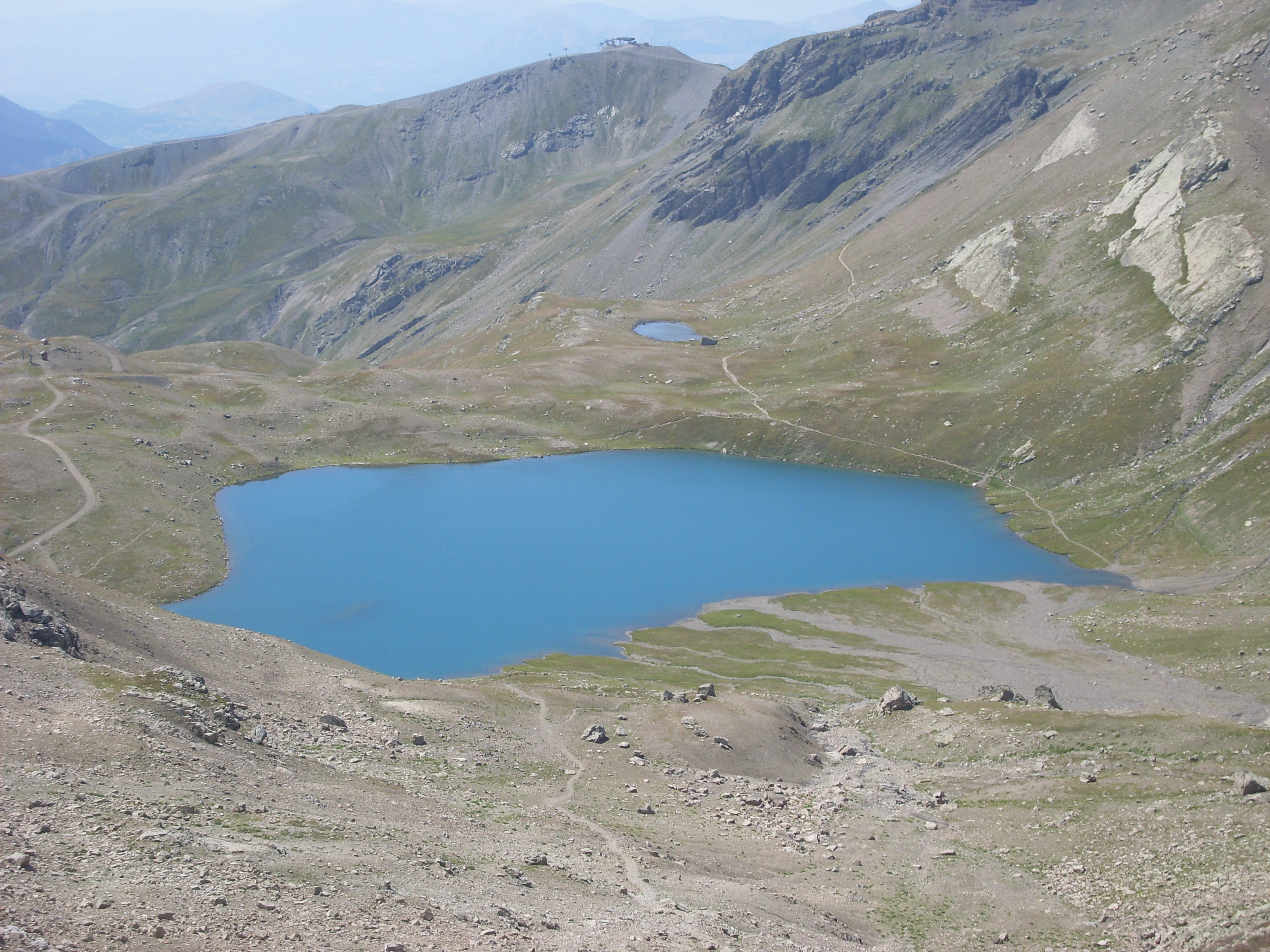
Der Bergsee Lac des Estaris
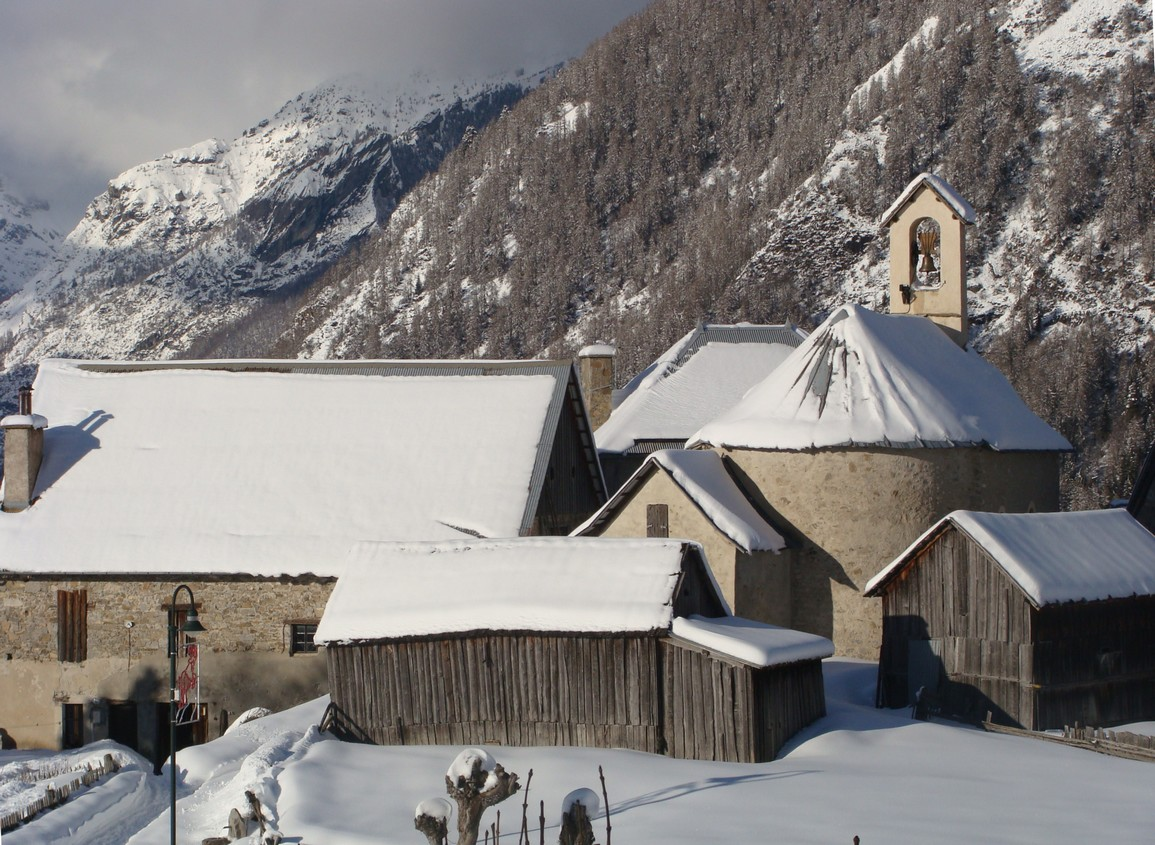
Serre-Eyraud